# Gaṇēśacaturthī
Nell'induismo la Gaṇēśacaturthī (in sanscrito गणेशचतुर्थी, anglizzato in Ganesh Chaturthi), o Vināyakacaturthī (in sanscrito विनायक चतुर्थी, anglizzato in Vinayaka Chaturthi), è una festività che celebra la nascita di Gaṇeśa, figlio di Siva e Parvati. Cade il quarto giorno dopo la luna nuova del mese di Bhādrapada, corrispondente al periodo che va dal 23-24 agosto al 22-23 settembre, lo stesso durante il quale, nell'astrologia occidentale, il sole transita nel segno della vergine.